# Гребінківська селищна територіальна громада
Гребінківська селищна територіальна громада — територіальна громада в Україні, в Білоцерківському районі Київської області. Адміністративний центр — селище Гребінки.
Утворена 12 червня 2020 року шляхом об'єднання Гребінківської, Дослідницької селищних рад та Вільшансько-Новоселицької, Ксаверівської, Лосятинської, Пінчуківської, Саливонківської, Соколівської, Тростинсько-Новоселицької сільських рад Васильківського району.

## Населені пункти
У складі громади 2 селища (Гребінки, Дослідницьке) і 10 сіл:
- Вільшанська Новоселиця
- Ксаверівка
- Ксаверівка Друга
- Лосятин
- Петрівка
- Пінчуки
- Саливонки
- Соколівка
- Степанівка
- Тростинська Новоселиця

## Старостинські округи
- Дослідницький (селище Дослідницьке)
- Ксаверівсько-Пінчуківський (села Ксаверівка, Ксаверівка Друга, Пінчуки)
- Лосятинсько-Соколівський (села Лосятин, Соколівка)
- Саливінківсько-Новоселицький (села Саливінки, Вільшанська Новоселиця, Петрівка, Степанівка, Тростинська-Новоселиця)